# JT (формат визуализации)
JT — открытый формат описания 3D-данных, разработанный и поддерживаемый компанией Siemens PLM Software (бывшая UGS Corp.). Используется для визуализации, совместной работы и обмена данными в САПР. Широкая функциональность и малый размер файлов JT обеспечивают доступ к распределенным данным о геометрии изделия, технологической информации и ассоциированных данных в режиме реального времени и на всех этапах жизненного цикла изделия. Формат JT ориентирован на поддержку интерактивного отображения больших сборок, содержащих десятки тысяч деталей. JT-файлы используют сжатие данных.

## Описание
Файлы JT используются в PLM-системах инженерами и другими специалистами для визуализации и работы с геометрией изделий любой степени сложности. Формат и соответствующее программное обеспечение структурированы так, чтобы обеспечить возможность быстрой загрузки, редактирования и управления большим количеством деталей в режиме реального времени. Формат JT позволяет сохранять фасетную геометрию 3D-модели, точную геометрию (NURBS), технологическую информацию (Product and manufacturing information), а также метаданные, экспортируемые либо из «родных» САПР или вносимые системой управления данными об изделии (PDM).
Типы хранимых данных формата JT:
- точное и/или фасетное представление геометрии;
- параметры среды и освещения;
- текстурные карты;
- структура изделия;
- атрибуты (цвет, слой, шрифт);
- технологическая информация.

Формат JT также используется для совместной разработки изделий Collaborative Product Development и обмена проектными данными. JT файлы создаются посредством трансляции данных из различных САПР систем, таких как NX, Solid Edge, CATIA, Creo Elements/Pro, Autodesk Inventor, КОМПАС-3D и др. JT поддерживает различные САПР и даёт возможность совместного использования облегчённого представления проекта изделия, не беспокоясь о том, в какой САПР эти данные были созданы, и какие их приложения будут использоваться далее. Это позволяет использовать JT для облегчённого представления данных в цифровых макетах, создаваемых на базе нескольких различных САПР. Вся необходимая информация может быть представлена в формате JT. Применение в системе Teamcenter (Lifecycle Visualization) формата JT, совместимого с различными средствами САПР, позволяет участникам рабочих групп осуществлять просмотр, разметку, анализ и согласование проектов, созданных с использованием разных пакетов САПР. При этом не требуется приобретения дополнительных лицензий на средства САПР или наличия навыков работы с ними. Формат JT хорошо пригоден для точного отображения поверхностей. Также существует возможность применения JT и для отображения результатов инженерного анализа. Структура JT-файла способна поддерживать все вышеперечисленные виды данных. Впрочем, не всем «нижестоящим» приложениям потребуются абсолютно все данные. Программа, в которой создаётся JT-файл, должна быть настроена так, чтобы включить в него только ту информацию, которая потребуется на следующих этапах жизненного цикла изделия. Однако можно формировать и более широкий набор данных. В этом случае приложение, использующее JT-файл, будет загружать только то, что ему необходимо, основываясь на предустановках пользователя.
Формат JT является широко распространенным стандартом 3D-визуализации, совместной работы и обмена данными в таких отраслях, как автомобилестроение, авиационно-космическая, оборонная промышленность, а также тяжелое машиностроение. Многие мировые OEM-производители используют этот формат для визуализации на различных этапах жизненного цикла изделия.

## История
Формат JT был разработан Engineering Animation Inc. в середине 1990-х годов для поддержки приложений по моделированию, визуализации и работе с цифровыми макетами. После того как UGS приобрела Engineering Animation, JT стал частью пакета программных продуктов компании. В начале 2007 г. UGS объявила о публикации спецификации JT в качестве открытого формата данных. В 2007 г. компания UGS была приобретена концерном Siemens AG и стала называться «Siemens PLM Software». В марте 2008 г. управляющий комитет Siemens CIO Global Forum принял решение об использовании 3D-формата JT в качестве единого корпоративного стандарта совместной работы и хранения данных на всех предприятиях концерна в мире. В 2009 году 18 сентября была начата сертификация JT в качестве стандарта ISO, общедоступная спецификация (PAS). В декабре 2012 года, сертификация JT официально опубликована ISO 14306:2012.

## JT Open
Консорциум JT Open представляет собой сообщество ведущих мировых предприятий, клиентов, независимых разработчиков программного обеспечения, отраслевых адвокатов и даже конкурентов, которые продвигают JT-технологии и используют стандарт JT для визуализации данных. В этой программе участвует порядка 200 корпоративных и индивидуальных членов.
Участниками программы JT Open являются такие компании, как Ford Motor, Adobe, PTC, Microsoft, Caterpillar, Procter & Gamble. Административный наблюдательный комитет (Management Review Board) собирается несколько раз в году для рассмотрения результатов и определения приоритетов дальнейшего развития. Технический наблюдательный комитет (Technical Review Board) имеет сходные функции, относящиеся к техническим проблемам. Индивидуальные участники JT Open Program не входят в эти комитеты, однако они могут выступать с предложениями о совершенствовании программы. Участники «JT Open Program» стремятся расширить поддержку JT при разработке своих продуктов. Результатом дискуссий на заседаниях Административного наблюдательного комитета явилась публикация спецификации JT в качестве открытого формата. Направленность Siemens PLM Software на обеспечение открытости нашло выражение и в совместной работе с Microsoft над расширением использования 3D в новой операционной системе Windows Vista с поддержкой XAML-языка XML.

## JT Open Toolkit
Набор инструментов JT Open Toolkit — программная библиотека на языке C++, которая даёт возможность создавать и использовать JT-файлы. Этот набор инструментов существует как для ОС Windows, так и для UNIX. Использование JT Open Toolkit обеспечивает полную совместимость данных.

## JT2Go
JT2Go — бесплатный просмотрщик данных формата JT. JT2Go включает плагины для пакета Microsoft Office, которые дают возможность вставлять 3D-модели в формате JT в документы Microsoft Word, Excel и PowerPoint.